# 和歌山県道211号文里港線
和歌山県道211号文里港線（わかやまけんどう211ごう もりこうせん）は、和歌山県田辺市を通る一般県道である。

## 概要
田辺市文里1丁目から田辺市東山2丁目に至る。
全線にかけて文里港に沿って走っている。さらに釣り人が通行している場合があるため、徐行で運転した方がよい。

### 路線データ
- 起点：和歌山県田辺市文里1丁目（文里港）
- 終点：和歌山県田辺市東山2丁目（橋谷交差点、和歌山県道31号田辺白浜線交点）
- 実延長：1.287 km

## 歴史
本路線は、道路法（昭和27年法律第180号）第7条の規定に基づき、一般県道として1959年（昭和34年）に和歌山県が第1次認定した路線のひとつである。

### 年表
- 1959年（昭和34年）5月14日 - 和歌山県が一般県道として文里港線を認定[1]。

## 地理

### 通過する自治体
- 和歌山県
  - 田辺市

### 交差する道路
| 交差する道路             | 交差する場所 | 交差する場所      |
| ------------------------ | ------------ | ----------------- |
| 和歌山県道206号文里湊線  | 文里1丁目    |                   |
| 和歌山県道31号田辺白浜線 | 東山2丁目    | 橋谷交差点 / 起点 |

### 沿線
- 文里港